# توماس ورونز
توماس ورونز (انگلیسی: Thomas Veronese؛ زادهٔ ۲ نوامبر ۱۹۸۶) بازیکن فوتبال است.
از باشگاه‌هایی که در آن بازی کرده‌است می‌توان به باشگاه فوتبال موستا اشاره کرد.
وی همچنین در تیم ملی فوتبال زیر ۲۰ سال ایتالیا بازی کرده‌است.